# Орос (Индия)
Орос (англ. Oros), также Синдхудург-нагари — город в индийском штате Махараштра. Административный центр округа Синдхудург. По данным всеиндийской переписи 2001 года, в городе проживало 4266 человек. Большинство жителей села говорит на языке малвани — диалекте конкани.